# Ricardo (Vorname)
Ricardo ist ein im Portugiesischen und Spanischen weit verbreiteter männlicher Vorname. Ricardo ist die portugiesische und spanische Form von Richard. Die italienische Form des Namens ist Riccardo.

## Varianten
- Riccardo, Rico, Ricco, Rick, Ricky, Ricci, Rici, Ric, Rice, Richi, Riki

## Namensträger

### Vorname

#### Ricardo
- Ricardo (* 1976), portugiesischer Fußballspieler
- Ricardo Adé (* 1990), haitianischer Fußballspieler
- Ricardo Alarcón (1937–2022), kubanischer Politiker
- Ricardo Allen (* 1991), US-amerikanischer Footballspieler
- Ricardo Álvarez (* 1988), argentinischer Fußballspieler
- Ricardo Manuel Arias Espinoza (1912–1993), panamaischer Präsident
- Ricardo Ávila (* 1997), panamaischer Fußballspieler
- Ricardo Bochini (* 1954), argentinischer Fußballspieler
- Ricardo Cabanas (* 1979), Schweizer Fußballspieler
- Ricardo Carvalho (* 1978), portugiesischer Fußballspieler
- Ricardo Clark (* 1983), US-amerikanischer Fußballspieler
- Ricardo Elmont (1954–2013), surinamischer Judoka
- Ricardo Estarriol (1937–2021), spanischer Auslandsjournalist
- Ricardo Hansen (1933–2006), dänischer Jazzmusiker
- Ricardo Lagos (* 1938), chilenischer Politiker, Präsident Chiles
- Ricardo Lagos Weber (* 1962), chilenischer Jurist und Politiker
- Ricardo La Volpe (* 1952), argentinischer Fußballtrainer
- Ricardo Liddie (* 1966), ehemaliger Sprinter von St. Kitts und Nevis
- Ricardo López Felipe (* 1971), spanischer Fußballspieler
- Ricardo Flores Magón (1874–1922), mexikanischer Journalist und Aktivist
- Ricardo Cavalcante Mendes (* 1989), brasilianischer Fußballspieler, genannt Ricardinho
- Ricardo Moniz (* 1964), niederländischer Fußballtrainer und -spieler
- Ricardo Montalbán (1920–2009), mexikanischer Filmschauspieler
- Ricardo Osorio (* 1980), mexikanischer Fußballspieler
- Ricardo Pérez (* 1973), kolumbianischer Fußballspieler
- Ricardo Piglia (1941–2017), argentinischer Schriftsteller
- Ricardo Quaresma (* 1983), portugiesischer Fußballspieler
- Ricardo van Rhijn (* 1991), niederländischer Fußballspieler
- Ricardo Ramírez-Hernández (* 1968), mexikanischer Jurist
- Ricardo Rodríguez (1942–1962), mexikanischer Automobilrennfahrer
- Ricardo Santos (* 1975), brasilianischer Beachvolleyballspieler
- Ricardo dos Santos (* 1994), portugiesischer Sprinter
- Ricardo Izecson dos Santos Leite (* 1982), brasilianischer Fußballspieler, genannt Kaká
- Ricardo Storch (1935–2003), chilenischer Fußballspieler
- Ricardo Tormo (1952–1998), spanischer Motorradrennfahrer
- Ricardo Urbina (* 1977), honduranischer Schachspieler
- Ricardo van der Velde (* 1987), niederländischer Cyclocross- und Straßenradrennfahrer
- Ricardo Walther (* 1991), deutscher Tischtennisspieler
- Ricardo Zonta (* 1976), brasilianischer Automobilrennfahrer

#### Riccardo
- Riccardo Antoniazzi (1853–1912), italienischer Geigenbauer
- Riccardo Bellotti (* 1991), italienisch-österreichischer Tennisspieler
- Riccardo Bonetto (* 1979), italienischer Fußballspieler
- Riccardo Broschi (≈1698–1756), italienischer Komponist
- Riccardo Carapellese (1922–1995), italienischer Fußballspieler und -trainer
- Riccardo Cassin (1909–2009), italienischer Bergsteiger
- Riccardo Chailly (* 1953), italienischer Dirigent
- Riccardo Drigo (1846–1930), italienischer Dirigent und Komponist
- Riccardo Ehrman (1929–2021), italienischer Journalist
- Riccardo Ghedin (* 1985), italienischer Tennisspieler
- Riccardo Giacconi (1931–2018), amerikanischer Astrophysiker
- Riccardo Illy (* 1955), italienischer Unternehmer
- Riccardo Klotz (* 1999), österreichischer Stabhochspringer
- Riccardo Lay (* 1949), italienischer Jazzbassist
- Riccardo Lucca (* 1997), italienischer Radrennfahrer
- Riccardo di Montecassino OSB († 1262), italienischer Benediktiner, Abt von Montecassino und Kardinal der Römischen Kirche
- Riccardo Montolivo (* 1985), italienischer Fußballspieler
- Riccardo Muti (* 1941), italienischer Dirigent
- Riccardo Orsolini (* 1997), italienischer Fußballspieler
- Riccardo Patrese (* 1954), italienischer Formel-1 Rennfahrer
- Riccardo Riccò (* 1983), italienischer Radrennfahrer
- Riccardo Rinaldi (1945–2006), italienischer Illustrator und Comiczeichner
- Riccardo Salvadori (1866–1927), italienischer Genre-, Landschaftsmaler, Illustrator und Aquarellist
- Riccardo Saponara (* 1991), italienischer Fußballspieler
- Riccardo Simonetti (* 1993), deutscher Entertainer
- Riccardo Sottil (* 1999), italienischer Fußballspieler
- Riccardo Terzo (* 1990), italienischer Fagottist
- Riccardo Veronese (* 1973), britischer Musiker und Musikjournalist
- Riccardo Zandonai (1883–1944), italienischer Komponist und Dirigent
- Riccardo Zoidl (* 1988), österreichischer Straßenradrennfahrer

### Pseudonym
- des Schauspielers Gerhard Jilka als Schlagersänger
- des mutmaßlichen mexikanischen Verbrechers Óscar Osvaldo García Montoya